# Hubie, a halloween hőse
A Hubie, a halloween hőse (eredeti cím: Hubie Halloween) 2020-as amerikai horror filmvígjáték, amelyet Steven Brill rendezett.
A producerei Adam Sandler és Allen Covert. A forgatókönyvet Adam Sandler és Tim Herlihy írta. A főszerepekben Adam Sandler, Kevin James, Julie Bowen Maya Rudolph és Ray Liotta láthatók. A film zeneszerzője Rupert Gregson-Williams. A film gyártója a Happy Madison Productions, forgalmazója az Netflix.
Amerikában és Magyarországon is a Netflix mutatta be 2020. október 7-én.
A filmet Cameron Boyce néhai színésznek szentelték, aki eredetileg szerepelt volna a filmben, de a forgatás megkezdése előtt meghalt.
A filmet a kritikusok vegyes kritikákkal illették.

## Cselekmény
Hubie Dubois elég együgyű, kissé túlkoros fiatalember, aki nagyon sok mindentől megijed, de mégis minden Halloweent azzal tölt, hogy szülővárosa, Salem lakói biztonságosan ünnepeljenek. Ebben az évben egy szökött elmebeteg és egy gyanúsan viselkedő új szomszéd vonja magára Hubie figyelmét. Amikor fiatalok, majd felnőttek is kezdenek az éjszaka folyamán eltűnni, Hubie feladatának érzi, hogy titokban együttműködjön a rendőrséggel és minden követ megmozgasson, hogy kinyomozza ki vagy mi állhat a félelmetes eltűnések mögött. A nyomozás nem várt eredményhez vezet. Közben Hubie felfedi magát a titkos gyerekkori szerelme előtt, és az is szerelmet vall neki.

## Szereplők
| Szereplő                          | Színész                   | Magyar hang       | Leírás                        |
| --------------------------------- | ------------------------- | ----------------- | ----------------------------- |
| Hubie Dubois                      | Adam Sandler              | Csőre Gábor       |                               |
| Steve Downing                     | Kevin James               | Holl Nándor       | rendőr                        |
| Violet Valentine                  | Julie Bowen               | Kiss Virág        | Hubie titkos szerelme         |
| Mrs. Hennesy                      | Maya Rudolph              | Farkasinszky Edit |                               |
| Mr. Landolfa                      | Ray Liotta                | Kőszegi Ákos      |                               |
| Tommy Valentine                   | Noah Schnapp              | Bogdán Gergő      | Violet fia                    |
| Peggy                             | Peyton List               | Csifó Dorina      |                               |
| Miss Taylor                       | China Anne McClain        | Nemes Takách Kata |                               |
| Megan                             | Paris Berelc              | Pekár Adrienn     | Tommy szerelme                |
| Deli Mike Mundi                   | Karan Brar                | Nagy Gereben      | Hubie munkatársa az üzletben  |
| Cormac                            | Bradley Steven Perry      | Baráth István     |                               |
| Walter Lambert                    | Steve Buscemi             | Epres Attila      | az új szomszéd                |
| Blake rendőr                      | Kenan Thompson            | Elek Ferenc       |                               |
| Lester Hennesy                    | Tim Meadows               | Németh Gábor      |                               |
| Gondnok                           | Colin Quinn               | Papucsek Vilmos   |                               |
| Richie Hartman                    | Rob Schneider             | Háda János        |                               |
| Dave atya                         | Michael Chiklis           | Faragó András     | Salem rezidens prédikátora    |
| Mrs. Dubois                       | June Squibb               | Pásztor Erzsi     | Hubie anyja, akivel együtt él |
| Hal                               | Ben Stiller (cameoszerep) | Lippai László     | ápoló                         |
| DJ Aurora                         | Shaquille O’Neal          | Schneider Zoltán  |                               |
| Billie Eilish-nak beöltözött lány | Kelli Berglund            |                   |                               |
| baltás                            | Mikey Day                 | Seder Gábor       |                               |
| Macska Karen                      | Melissa Villaseñor        |                   |                               |
| Louise                            | Kym Whitley               | Kocsis Mariann    | farmer                        |
| Dave                              | Lavell Crawford           | Kapácsy Miklós    | farmer                        |
| Nyuszi                            | Betsy Sodaro              |                   | Aurora felesége               |
| Benson                            | George Wallace            | Barbinek Péter    | polgármester                  |
| Tayback                           | Blake Clark               | Kajtár Róbert     | szakács                       |
| Tracy Phillips                    | Jackie Sandler            | Mezei Kitty       |                               |
| Danielle                          | Sadie Sandler             | Engel-Iván Lili   |                               |
| Cooky                             | Sunny Sandler             | Kobela Kíra       |                               |
| DJ Aurora (női hangja)            | Vivian Nixon              | Nádasi Veronika   |                               |
| Dot                               | Charlotte Peed            | Halász Aranka     |                               |

## Gyártás
2019 júliusában bejelentették, hogy Adam Sandler, Kevin James, Julie Bowen, Maya Rudolph, Ray Liotta, Steve Buscemi, Rob Schneider, Michael Chiklis, Kenan Thompson, Peyton List, China Anne McClain, Paris Berelc, Tim Meadows, Colin Quinn, June Squibb, Shaquille O'Neal, Karan Brar, Noah Schnapp, Mikey Day, Melissa Villaseñor, Kym Whitley, Lavell Crawford, Betsy Sodaro, George Wallace és Blake Clark csatlakoztak a film szereplőihez. Steven Brill rendezi, Sandler és Tim Herlihy a forgatókönyvet írja. A Happy Madison Productions gyártotta, és a Netflix forgalmazza.

### Forgatás
A forgatás 2019 júliusában kezdődött Massachusetts-ben.

## Bemutatás
Világszerte a Netflixen jelent meg 2020. október 7-én.